# 79e Rue
La 79e Rue (ou 79th Street) est une rue de New York.

## Situation et accès
Elle est située dans l'arrondissement de Manhattan
La station 79th Street est située à l'intersection de la 79e Rue et Broadway, elle est desservie par le train 1 en tout temps et 2 trains au cours de soirées tardives.
Le M79 79th Street parcours d'autobus Crosstown entre s'étend sur toute la 79e Rue.

## Origine du nom
La 79e Rue, tire son nom tout simplement de sa position dans le plan en damier de Manhattan établi en 1811. 
Le chiffre « 79 » indique sa position dans la grille est-ouest, entre la 78e et la 80e Rue.

## Historique
La rue part du fleuve Hudson ; du bassin d'amarrage construit en 1934 et du parc, du niveau de la ligne du New York Central Railroad West Side, du Tunnel de la liberté, jusqu'au Musée d'histoire naturel de New York.

## Bâtiments remarquables et lieux de mémoire

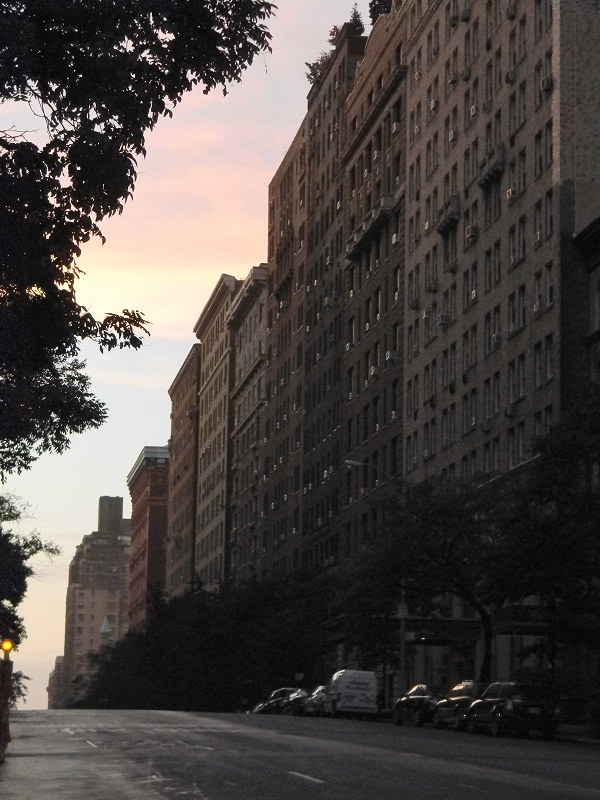
79th Street (Manhattan) en 2012.

- Sur Broadway, The Apthorp (Clinton and Russell, architects, 1908), sur la West Side's des appartements classiques, et le First Baptist Church in the City of New York de George M. Kaiser, architecte, 1891.
- Entre la Sixième et la Septième Avenues, à l'ouest de la 79e Rue et de Central Park, il y avait le réservoir et l'aqueduc de Croton construit en 1842. L'eau était pompé dans le Westchester County, l'eau de la rivière Harlem River[1]. Le réservoir mesurait 1 826 pieds (556,5648 m) de long et 836 pieds (254,8128 m) de large, et pouvait contenir 180 Unité « e6USgal » inconnue du modèle {{Conversion}}. ( m3) d'eau, 35 Unité « e6USgal » inconnue du modèle {{Conversion}}. ( m3)[réf. nécessaire].

- Michael Bloomberg a vécu au cinq de la 79e Rue, entre Madison Avenue et la Cinquième Avenue[2].

- Tom Wolfe a vécu sur la 79th Street, Art Garfunkel[3]
- Eliot Spitzer[4]. politicien a vécu sur la 79th Street proche de Park Avenue[5].

- Le côté sud du bloc entre la Cinquième et Madison est protégé comme une ligne ininterrompue de rares maisons en rangée. Elle commence au coin de la Cinquième par une bloc du style Renaissance française Harry F. Sinclair House (1897-1898), qui abrite aujourd'hui l'Institut Ukraine.

- The New York Society Library, au 53 Est de la 79th street, is the city's oldest (1754) circulating library; it occupies a double-width townhouse built for John S. and Catherine Dodge Rogers, (Trowbridge & Livingston, 1916-18).Christopher Gray, "The New York Society Library: The John S. Rogers House", 2008
- East 79th Street is an unnumbered southbound only entrance to the FDR Drive.